# Sette meraviglie del mondo

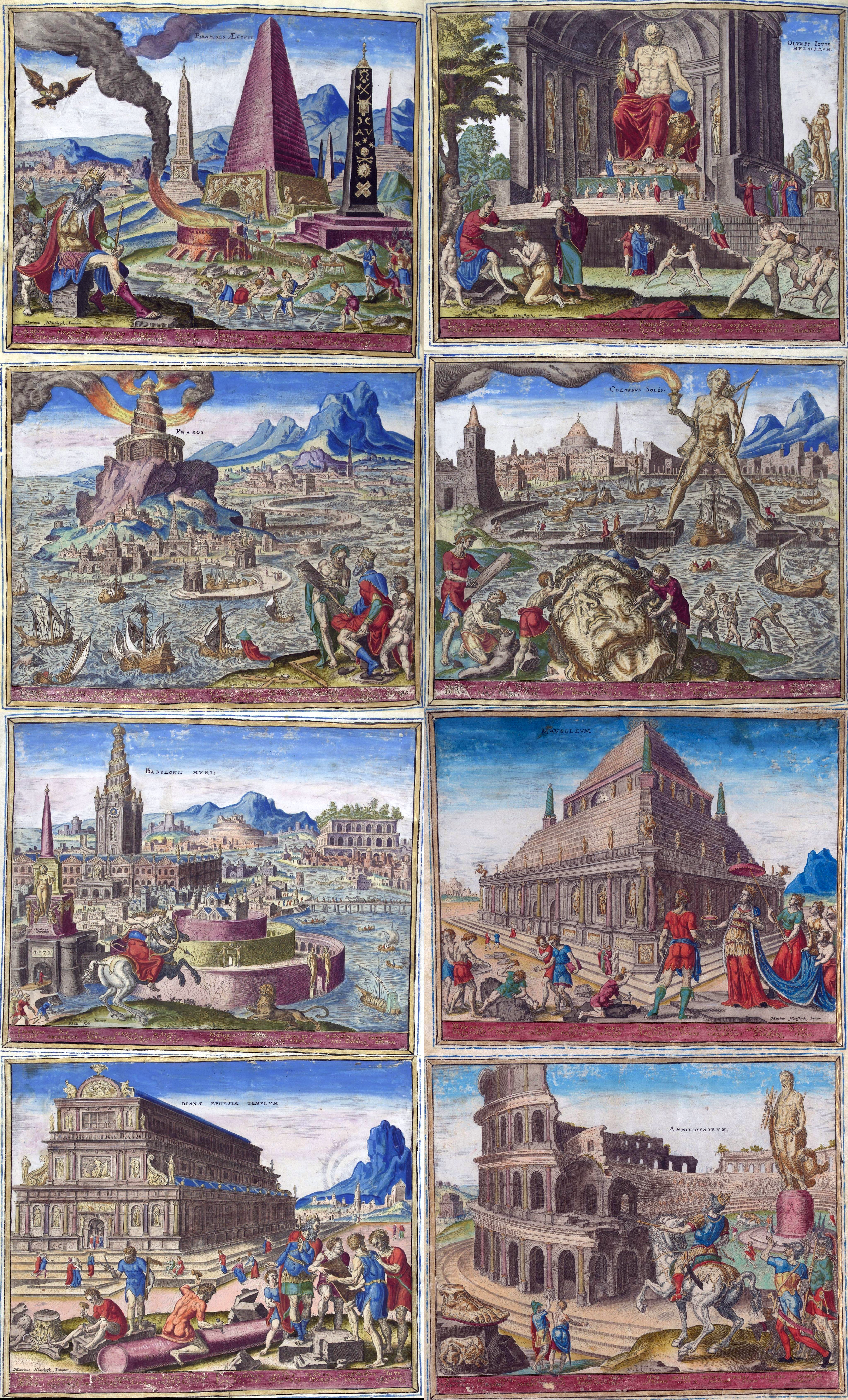
Le sette meraviglie del mondo in una serie di incisioni cinquecentesche di Maarten van Heemskerck

Le sette meraviglie del mondo sono le strutture e opere architettoniche artistiche e storiche che i Greci e i Romani ritennero i più belli e straordinari artifici dell'intera umanità. Vengono anche chiamate le sette meraviglie classiche oppure le sette meraviglie antiche per distinguerle dalle sette meraviglie moderne proposte in tempi più recenti.

## La lista canonica

Mappa e linea temporale delle Sette Meraviglie. In verde e grassetto le date di costruzione, in rosso scuro quelle di distruzione

Anche se erano stati compilati altri elenchi più antichi, la lista canonica deve risalire al III secolo a.C.; infatti, come termine post quem, comprende il Faro di Alessandria, costruito tra il 300 a.C. e il 280 a.C., mentre, come termine ante quem, comprende il Colosso di Rodi, crollato per un terremoto nel 226 a.C. Tutte costruite più di 2.000 anni fa, furono contemporaneamente visibili solo nel periodo fra il 280 a.C. e il 226 a.C., poiché successivamente andarono via via distrutte per cause diverse. Solo l'imponente Piramide di Cheope, la più antica di tutte, sopravvive ancora oggi. Esse erano situate in Egitto (la Piramide di Cheope e il faro di Alessandria), Grecia (nel continente la Statua di Zeus a Olimpia, nell'isola di Rodi il Colosso), Asia Minore (il tempio di Artemide ad Efeso e il Mausoleo di Alicarnasso) e Mesopotamia (nell'attuale Iraq i Giardini pensili di babilonia). Tutte quante erano comprese nei territori conquistati da Alessandro Magno.
Tra i testi conservati il più antico che nomina le sette meraviglie è una poesia di Antipatro di Sidone scritta intorno al 140 a.C. Durante gli anni, numerose varianti della lista sono state redatte, tanto che l'archeologo francese Jean-Pierre Adam ne conta 19, pubblicate fra il II ed il XIV secolo. Alle sette meraviglie è dedicata l'opera intitolata De septem orbis spectaculis, erroneamente attribuita a Filone di Bisanzio, ma molto più tarda (probabilmente del V secolo d.C.), che concorda con la lista di Antipatro.
Il Faro di Alessandria fu l'ultima meraviglia a essere costruita mentre il Colosso di Rodi fu la prima ad andare distrutta, e considerate le date, tutte le sette meraviglie sarebbero esistite, tutte contemporaneamente, per circa cinquantatrè anni.

## Le sette meraviglie antiche
| Nome                                                  | Data di costruzione                     | Costruttori            | Data di distruzione                   | Causa di distruzione                                                 | Posizione attuale                               |
| ----------------------------------------------------- | --------------------------------------- | ---------------------- | ------------------------------------- | -------------------------------------------------------------------- | ----------------------------------------------- |
| Piramide di Cheope                                    | 2584-2561 a.C.                          | Egizi                  | ancora esistente, sebbene danneggiata | Necropoli di Giza, Egitto 29°58′45.03″N 31°08′03.69″E                |                                                 |
| Giardini pensili di Babilonia (esistenza mai provata) | 600 a.C. circa (evidente)               | Babilonesi o Assiri    | Post-I secolo d.C.                    | Ignota                                                               | Hillah o Ninive, Iraq 32°32′07.8″N 44°25′39″E   |
| Tempio di Artemide                                    | 550 a.C. circa; poi 323 a.C.            | Greci, Lidi            | 356 a.C., 262 d.C.                    | Rispettivamente incendio di Erostrato e saccheggio da parte dei Goti | Pressi di Selçuk, Turchia 37°56′59″N 27°21′50″E |
| Statua di Zeus a Olimpia                              | 466-456 a.C. (tempio) 435 a.C. (statua) | Greci                  | V-VI secolo d.C.                      | Smontata e rimontata a Costantinopoli, poi distrutta da un incendio  | Olimpia, Grecia 37°38′16.3″N 21°37′48″E         |
| Mausoleo di Alicarnasso                               | 351 a.C.                                | Greci, Persiani, Cari  | XII-XV secoli d.C.                    | Terremoti                                                            | Bodrum, Turchia 37°02′16.44″N 27°25′26.76″E     |
| Colosso di Rodi                                       | 304-292 a.C.                            | Greci                  | 226 a.C.                              | Terremoto di Rodi del 226 a.C.                                       | Rodi, Grecia 36°27′04″N 28°13′40″E              |
| Faro di Alessandria                                   | 280 a.C. (circa)                        | Greci, Egizi tolemaici | 1303-1480                             | Terremoto di Creta del 1303                                          | Alessandria d'Egitto 31°12′50″N 29°53′08″E      |

- La Piramide di Cheope (Egitto) rappresenta la tomba dell'omonimo faraone. È l'unica delle Sette Meraviglie ancora presente.
- I Giardini pensili di Babilonia (Mesopotamia) è una meraviglia della quale si contesta l'effettiva esistenza, e si racconta che la regina Semiramide raccogliesse rose fresche durante tutto l'anno.[7]
- La Statua di Zeus a Olimpia (Grecia) rappresenta una grandiosa testimonianza di arte religiosa, ed è opera dello scultore greco Fidia.[8]
- Il Tempio di Artemide a Efeso (Turchia) fu distrutto due volte: prima per mano di un criminale, e poi per via dell'invasione dei Goti.[9]
- Il Colosso di Rodi (Grecia) è un'enorme statua bronzea situata molto probabilmente all'ingresso del porto dell'omonima isola.[10]
- Il Mausoleo di Alicarnasso (Turchia) è un monumentale cenotafio in onore del satrapo Mausolo, e si trova ad Alicarnasso.[11]
- Il Faro di Alessandria (Egitto) era con tutta probabilità la meraviglia più utile, in quanto rischiarava la via ai mercanti che si approssimavano al porto.[12]

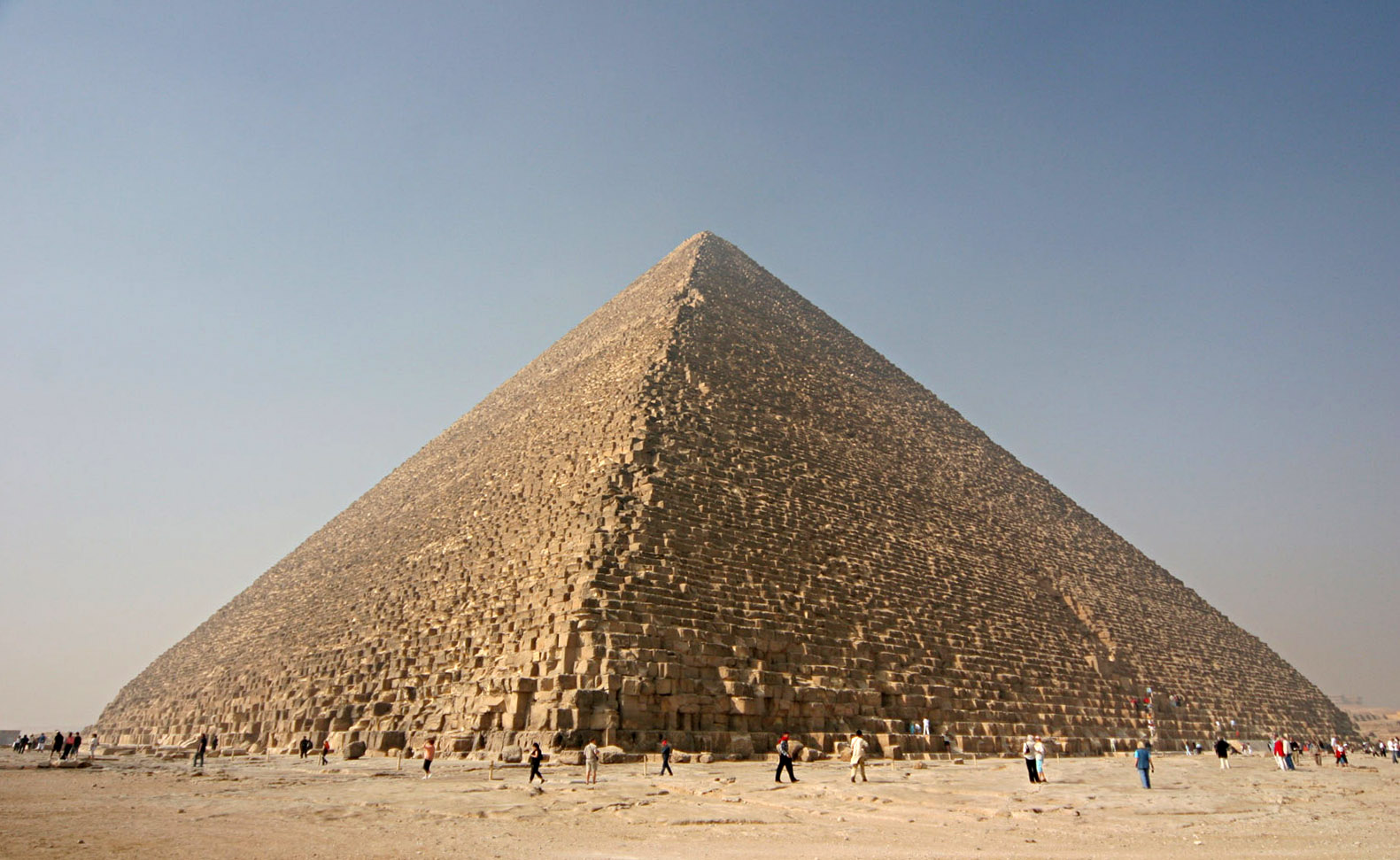
Piramide di Cheope a Giza
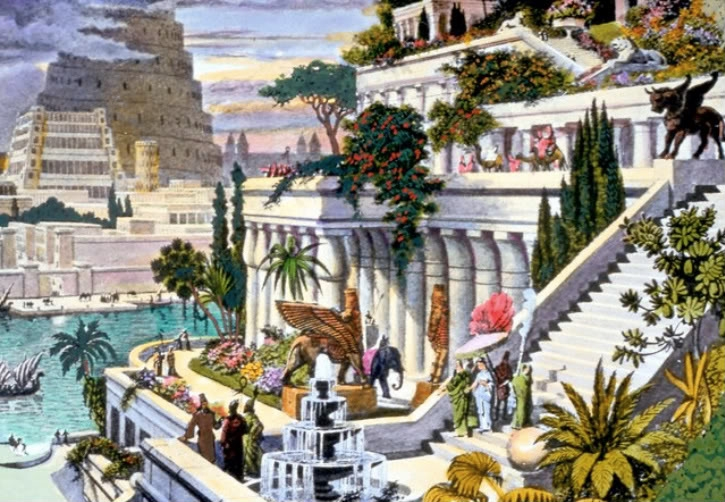
Giardini pensili di Babilonia
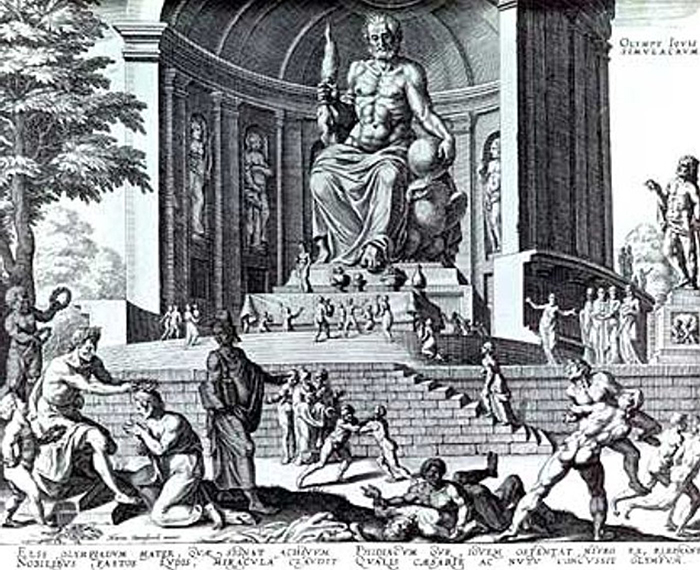
Statua di Zeus a Olimpia
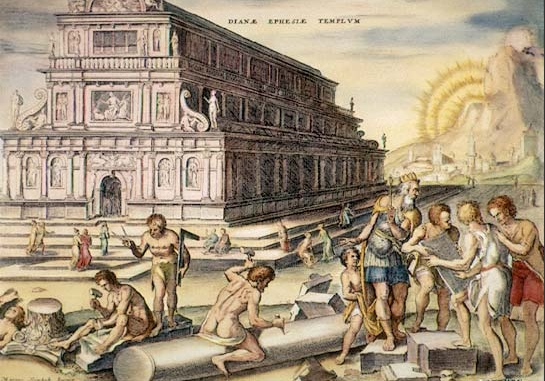
Tempio di Artemide a Efeso
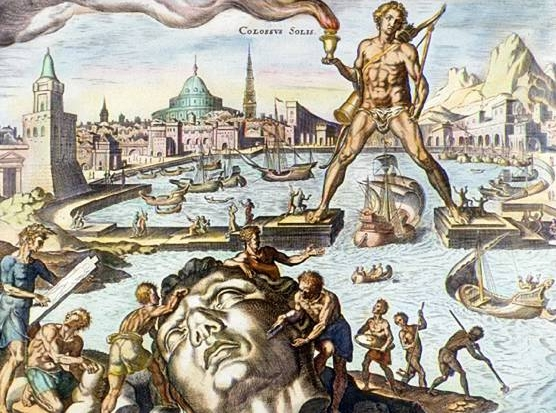
Colosso di Rodi
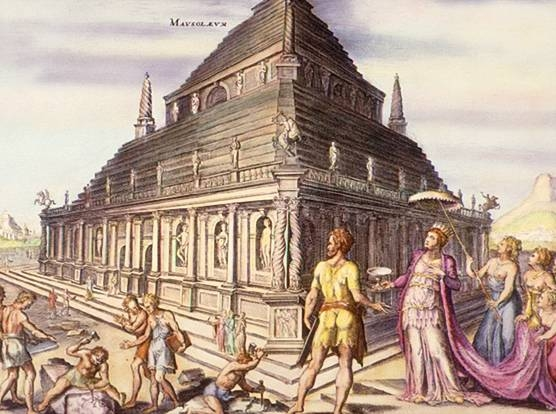
Mausoleo di Alicarnasso
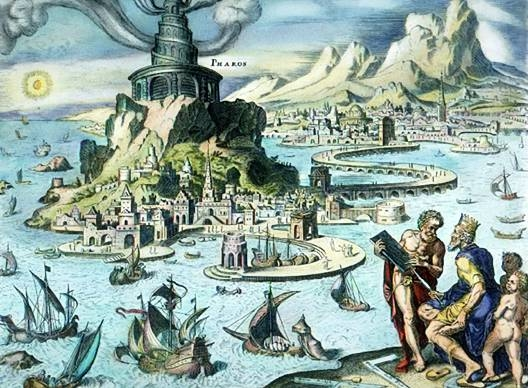
Faro di Alessandria d'Egitto